# الکس ویلسون (ورزشکار)
الکس ویلسون (انگلیسی: Alex Wilson; ۱ دسامبر ۱۹۰۷ – ۹ دسامبر ۱۹۹۴) دونده دو نیمه‌استقامت، و دونده اهل کانادا بود.